# Историјски архив Ужице
Историјски архив Ужице је установа културе која врши заштиту, сређивање и обраду архивске грађе Ужице и њено презентовање.

## Историја
Министарство просвете НР Србије је својим расписом ставило Историјски архив у задужбини проте Гаврила Поповића у надлежност свим среским и градским народним одборима да приступе прикупљању података о архивама у циљу њиховог обезбеђивања. Неколико дана по оснивању Архивског средишта у Титовом Ужицу, Министарство просвете је именовало 24. априла 1948. године првог руководиоца. Поводом обележавања тридесет и пет година рада архива, 1983. године, је покренута „Историјска баштина” — годишњак Историјског архива у Ужицу, часопис за историографију и архивистику. Сви стручни радови из архивистике и историографије се рецензирају према Правилнику о издавању часописа. Године 2008. је добио и научну верификацију са коефицијентом М53. Одговорни уредници за издавање часописа су били Милорад Искрин и Мирослав Дучић, а уредници Војислав Лазовић (1983—1988) и Драгица Матић (1993—2000). Од 2001. године до данас је уредник Александар В. Савић.

## Догађаји
Историјски архив Ужице је организовао следеће изложбе:
- Бањалука центар Врбаске бановине
- Русија најлепша земља
- Мостови на кривој Дрини
- Србија—Русија, Југославија—СССР
- Пруга младости — Београд — Бар
- Бањалука 1918.